# Leptogaster coniata
Leptogaster coniata är en tvåvingeart som beskrevs av H. Oldroyd 1960. Leptogaster coniata ingår i släktet Leptogaster och familjen rovflugor.
Artens utbredningsområde är Madagaskar. Inga underarter finns listade i Catalogue of Life.